# Vardetangen

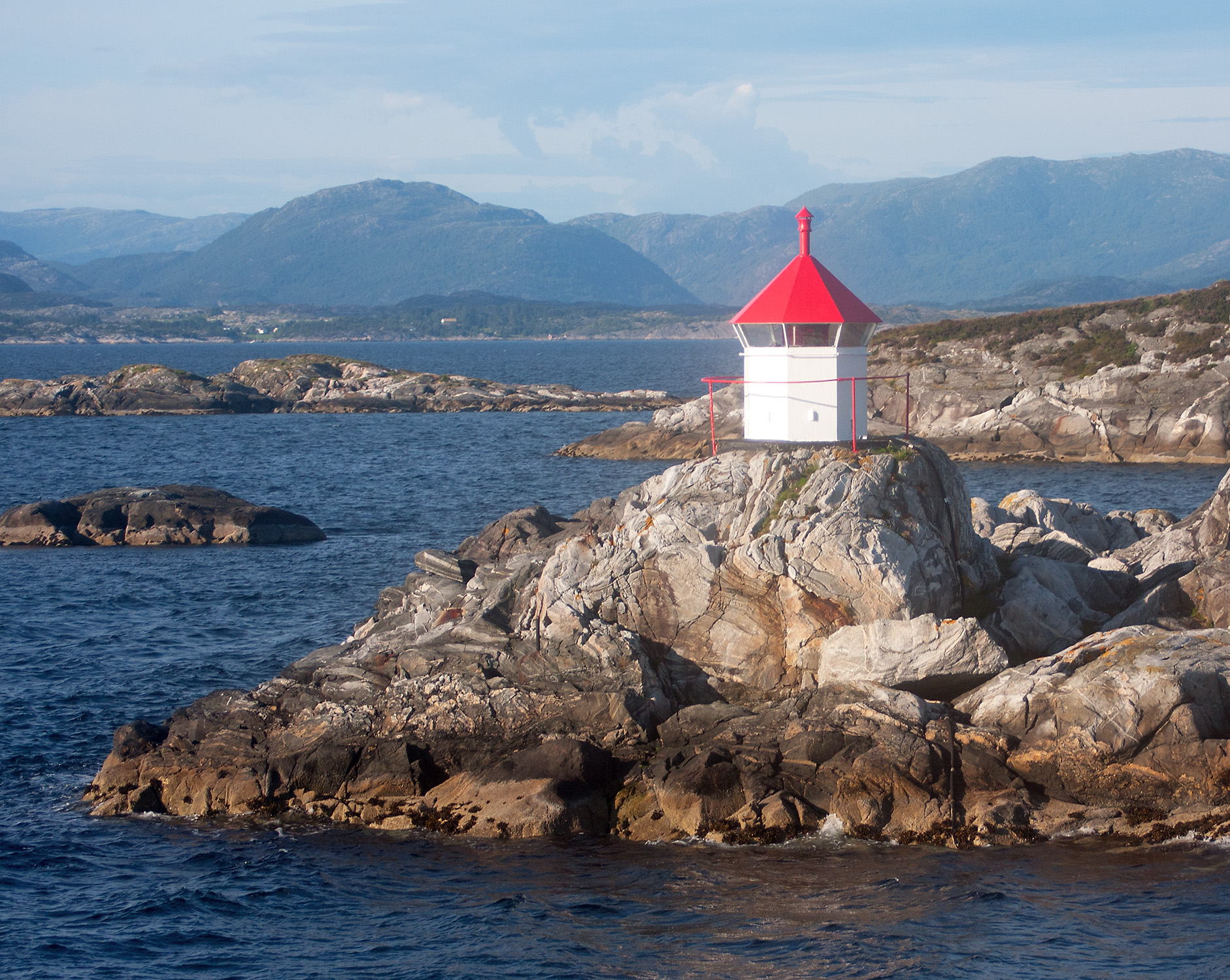
Phare à proximité de Vardetangen.

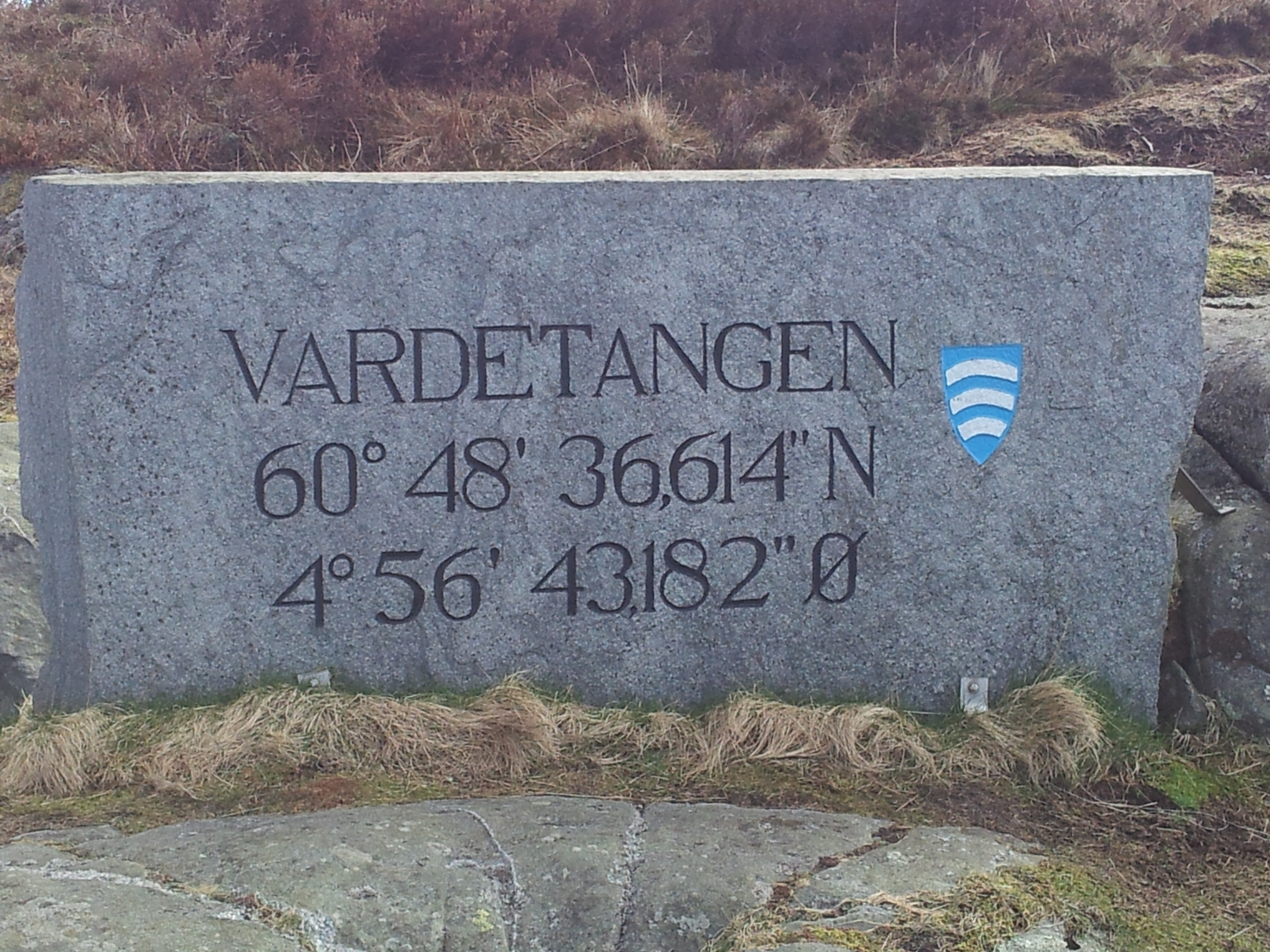
Plaque indiquant les coordonnées du site.

Vardetangen est un cap situé dans la kommune d'Austrheim, Hordaland en Norvège.
C'est le point continental le plus à l'ouest du pays (en excluant les îles).